# Aisha Ayensu
Aisha Ayensu es una diseñadora de moda ghanesa conocida por haber diseñado trajes y vestuarios para Beyonce, Genevieve Nnaji o Jackie Appiah. Es la fundadora en 2008 y directora creativa de la casa de modas Christie Brown. En 2016 fue considerada una de los 30 empresarios jóvenes más prometedores en África por Forbes. También en 2016 fue la primera de la lista de mujeres más influyentes de Ghana. Ha recibido diversos premios por su trabajo. 

## Biografía
Ayensu se licenció en psicología en la Universidad de Ghana y estudió moda en el Joyce Ababio College of Creative Design.
Con la inspiración de su abuela, fundó la casa de moda Christie Brown en marzo de 2008 basada en Acra, ahora conocida internacionalmente de la que es directora creativa.
Tras ser reconocida en Sudáfrica como diseñadora emergente del año en 2009 .
 

En 2016 fue entrevistada por Afua Hirsch para su programa "In the Studio" para el programa de radio del Servicio Mundial de la BBC donde explicó que se enfrenta al "desafío de hacer que su cultura sea globalmente aceptada". También fue incluida como una de las emprendedoras más prometedoras de Forbes en 2016 y ocupó el puesto número uno en la lista de las mujeres más influyentes de Ghana en el 

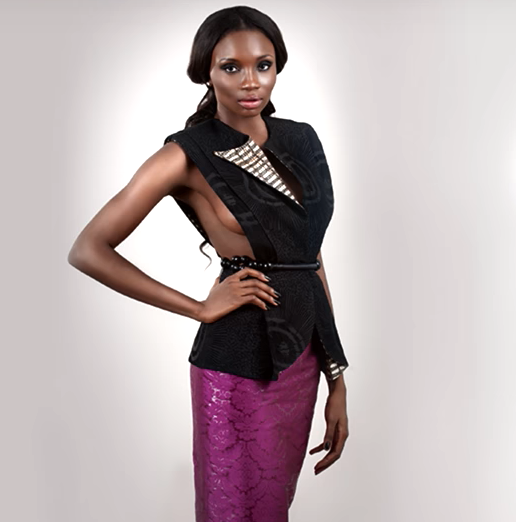
Un diseño de Christie Brown de 2014 (como aparece en NdaniTV)

mismo año.

## Premios
Entre los premios que ha ganado se encuentran:   
- 2009 - Diseñador emergente del año, evento de moda Arise Africa en Sudáfrica[13]
- 2010 - La única firma ghanesa elegida para exhibirse en el Arise L'Afrique-á-Porter, en París durante la Semana de la Moda de París[10]
- 2018 - Mejor diseñador de moda, Premios prestigiosos de África[14]
- 2018 - Diseñadora africana del año, Glitz Style Awards[15]
- 2019 - Diseñadora africana del año, Glitz Style Awards[16][17]